# 죽도로
죽도로(Jukdo-ro)는 대한민국 경상북도 포항시 북구 대흥동 포항역앞에서 죽도동을 거쳐 연결하는 도로이다.

## 노선 경로
| 이름             | 접속 노선                        | 비고 |
| ---------------- | -------------------------------- | ---- |
| 포항역앞         | 용당로, 용당로91번길, 중앙상가길 |      |
| 삼거리 명칭 미상 | 칠성로                           |      |
| 오거리           | 중앙로, 중흥로                   |      |
| 사거리 명칭 미상 | 해동로                           |      |

## 주요 건물 및 시설
- 웰빙건강센터 - 경상북도 포항시 북구 죽도로 23
- 제일은행 포항지점 - 경상북도 포항시 북구 죽도로 42